# Ballinkillin
Ballinkillin (en irlandais Baile an Chillín, littéralement « colonie du cillín ») est un village en Irlande, situé dans le comté de Carlow.